# La paz empieza nunca
La paz empieza nunca és una pel·lícula espanyola de 1960 dirigida per León Klimovsky i protagonitzada pwr Adolfo Marsillach, Concha Velasco i Carmen de Lirio.

## Resum
Està inspirada en l'obra homònima de l'escriptor i periodista Emilio Romero Gómez. Durant la Guerra Civil espanyola. un home anomenat López (Adolfo Marsillach) gairebé mor afusellat per les seves idees falangistes. En acabar la guerra, un camarada l'anima a unir-se a una operació i López, malgrat haver format una família, utilitza la seva relació amb la seva antiga amant per a infiltrar-se en un grup republicà i poder acabar amb les seves activitats.
El guió destaca per evitar presentar a un bàndol com a malvat i a l'altre com a bo, aconseguint una ambigüitat molt poc present en films posteriors. Tot i que Klimovsky no pretenia fer exaltació del feixisme, les autoritats franquistes van intentar fer-la una oda al règim.

## Repartiment
- Adolfo Marsillach - López.
- Concha Velasco - Paula.
- Carmen de Lirio - Pura.
- Carlos Casaravilla - Dóriga.
- Kanda Jaque - Carmina.
- Antonio Casas - Pedro.
- Jesús Puente - Mencia.
- Mario Berriatúa - Jorge.
- José Manuel Martín.
- Arturo López.
- Mara Laso - Concha.

## Premis
Va obtenir el premi especial a la millor pel·lícula de 250.000 pessetes als Premis del Sindicat Nacional de l'Espectacle de 1960.